# آککائین
آککائین (به لاتین: Akkain) یک منطقهٔ مسکونی در روسیه است که در باشقیرستان واقع شده‌است.